# Вальц, Джон
Джон Вальц (31 августа 1844, Вюртемберг — 1922) — немецко-американский скульптор.

## Биография
Джон Вальц родился 31 августа 1844 года в Вюртемберге, Германия, в семье Джона и Элизабет Вальц. Когда его родители умерли, переехал в Филадельфию. Там он проработал восемь лет каменотесом, откладывая деньги, чтобы вернуться в Европу для получения образования. Учился в Париже у Эме Милле и в Вене у Виктора Оскара Тильгнера. В 1885 году вернулся в США. Открыл собственную студию в Саванне.
Вальц создал более 70 памятников на кладбище Бонавентура. Его работы также находятся на кладбище Лорел-Гроув и католическом кладбище.
Скульптор умер в 1922 году и был похоронен на кладбище Бонавентура.